# Seznam krajev Unescove svetovne dediščine na Škotskem
Območja svetovne dediščine na Škotskem so lokacije, ki so bile vključene na seznam Unescovega programa svetovne dediščine območij izjemnega kulturnega ali naravnega pomena za skupno dediščino človeštva. Zgodovinsko okolje Škotska je odgovorno za 'kulturna' mesta kot del svoje širše odgovornosti do zgodovinskega okolja. Direktorat za okolje je pristojen za naravne znamenitosti.
Na Škotskem je trenutno šest lokacij, nadaljnji dve pa sta v procesu formalnega vrednotenja. Potekala je neformalna razprava o mestu za Þings (nordijske parlamente).

## Obstoječa spletna mesta
Šest obstoječih lokacij je prikazanih na desni in podrobno opisanih spodaj. To so:
Šest obstoječih lokacij je prikazanih na desni in podrobno opisanih spodaj. To so:
1. St. Kilda
2. Staro mesto, Edinburg in novo mesto
3. Srce neolitskega Orkneyja
4. Novi Lanark
5. Antoninov zid
6. Most čez zaliv Forth

St. Kilda je majhen oddaljeni arhipelag hebridskih otokov, ki je bil leta 1986 vpisan kot naravno območje. Leta 2004 je bilo območje razširjeno tako, da je vključevalo veliko okoliških morskih značilnosti, pa tudi same otoke. Julija 2005 je postalo eno redkih območij svetovne dediščine, ki ima skupen status zaradi svojih naravnih in kulturnih lastnosti. Otoki so bili leta 1957 prepuščeni Nacionalnemu skladu za Škotsko. So tudi biosferni rezervat in nacionalno slikovito območje.
Staro mesto, Edinburg in novo mesto sta bila skupaj vpisana na seznam svetovne dediščine leta 1996. Prvo vključuje srednjeveško Royal Mile, ki poteka od Edinburškega gradu do palače Holyroodhouse, na severu pa meji na neoklasicistično stavbo iz 18. stoletja; Novo mesto, ki vključuje Princes Street. Upravlja ga Edinburški sklad za svetovno dediščino.
Srce neolitskega Orkneyja vključuje Maeshowe, Ring of Brodgar, Skara Brae, Stoječe kamne Stones of Stenness in druga bližnja mesta. Vpisano je bilo leta 1999 in ga upravlja Historic Scotland.
Novi Lanark je bil vpisan leta 2001. To je obnovljena industrijska bombažna vas iz 18. stoletja v južnem Lanarkshiru, ki jo je zgradil Robert Owen kot poskus utopičnega socializma. Obnovo je organiziral New Lanark Conservation Trust, ki je bil ustanovljen leta 1974.
Antoninov zid je bil vpisan julija 2008.ref name="Wall gains World Heritage status'">"Wall gains World Heritage status'" BBC News. Retrieved 8 July 2008.</ref> Je razširitev širšega niza najdišč v Avstriji, Nemčiji in na Slovaškem z naslovom Meje rimskega imperija. Zid je ostanek obrambne črte iz travne ruše ok. 20 čevljev visok, z devetnajstimi utrdbami. Zgrajen je bil po letu 139 našega štetja in se je raztezal za 37 milj med Firth of Forth in Firth of Clyde. Zid je bil preplavljen in zapuščen kmalu po letu 160 našega štetja, nato pa je bil ponovno zaseden za kratek čas po letu 197 našega štetja.
Most čez zaliv Forth je bil na seznam svetovne dediščine uvrščen 5. julija 2015. Njegovi trije ikonični stolpi v obliki diamanta tvorijo konzolni most, dokončan leta 1890, po katerem poteka dvotirna železniška proga 46 metrov nad vodami Firth of Forth. 14 kilometrov severozahodno od Edinburga na razdalji 2517 metrov. Network Rail, trenutni lastniki mostu, so jasno izrazili svoje prvotno nasprotovanje nominaciji, saj so bili zaskrbljeni, da bi to lahko naložilo 'dodatna bremena' njihovi zmožnosti upravljanja. Kljub temu je bil most v začetku leta 2014 nominiran za vključitev. Na seznamu je bil prepoznan kot »izjemen in impresiven mejnik v načrtovanju in gradnji mostov v obdobju, ko so železnice prevladovale na dolgih kopenskih potovanjih«.
Linda Fabiani, takratna škotska ministrica za Evropo, zunanje zadeve in kulturo, je komentirala svetovni dan dediščine leta 2008: »Lahko ... izkoristimo priložnost, da razmislimo o prispevku naših lastnih območij svetovne dediščine in njihovem mestu v svetovni zgodbi človeštva lahko z upravičenim ponosom slavimo prispevek Škotske.«
Leto pozneje je takratni minister za kulturo Mike Russell MSP na Mount Rushmore v Združenih državah Amerike objavil, da je Historic Scotland začela projekt, imenovan Škotska desetka. To je bilo za uporabo laserskih skenerjev za ustvarjanje digitalnih modelov petih škotskih območij svetovne dediščine in za nadaljnjih pet območij drugje, vključno z nacionalnim spomenikom Mount Rushmore. Cilj je uporaba digitalnih posnetkov za pomoč pri »ohranjanju, vzdrževanju in upravljanju teh svetovno pomembnih območij«. Količina shranjenih podatkov bo precejšnja. Podobno delo, ki je bilo nedavno opravljeno na kapeli Rosslyn blizu Edinburgha, je imelo za posledico shranjevanje terabajtov podatkov, skeniranje pa je sestavljeno iz 8 milijard posameznih točk. Te informacije bodo shranjene na posebnih varovanih strežnikih, projektu pa je bil dodeljen proračun v višini 1,5 milijona GBP.
Tudi leta 2009 je banka Clydesdale obeležila škotske kraje na hrbtni strani nove serije bankovcev: podoba, ki temelji na zgodovinski fotografiji prebivalcev St. Kilda, se je pojavila na bankovcih za 5 funtov; starega in novega mesta Edinburga na bankovcih za 10 £; Novi Lanark na bankovcih za 20 GBP; Antoninov zid na bankovcih za 50 funtov; in neolitski Orkney na bankovcih za 100 GBP.
Plavajoča pokrajina Caithness in Sutherland na severu Škotske je eno največjih in najbolj nedotaknjenih območij močvirij na svetu, ki podpira značilno skupnost divjih živali. Na 4000 kvadratnih kilometrih živijo številne redke rastline in žuželke ter pomembne populacije zlate prosenke (Pluvialis apricaria), spremenljivega prodnika (Calidris alpina), zelenonogega martinca (Tringa nebularia) in polarnega slapnika. To območje je bilo vpisano leta 2024.

## Poskusni seznam
Poskusni seznam Združenega kraljestva obsega območja, ki bodo lahko nominirana za vpis v naslednjih 5–10 letih. Vključno z zdaj vpisanim Antoninovim zidom so bila štiri škotska mesta na seznamu leta 2006. Leta 2010 je bilo nato dodanih več lokacij, od katerih so bile le tri izbrane na ožji seznam, ustvarjen leta 2011. Dva kandidata v ožjem izboru, ki ostaneta po določitvi mostu čez zaliv Forth leta 2015, sta:
- Zenit železnodobnega Shetlanda, vključno z Broh iz Mousa, Old Scatness in Jarlshof, je kulturni kandidat.

Prošnje za vključitev na poskusni seznam iz leta 2010, ki niso bile prenesene naprej, so bile: opatija Arbroath; stavbe Charlesa Rennieja Mackintosha v Glasgowu; in St Andrews, srednjeveški Burgh in povezave. (Prijava opatije Arbroath je bila podana na podlagi njene povezave z Arbroathsko deklaracijo iz 14. stoletja. Podpis deklaracije se v opatiji praznuje vsako leto 6. aprila, dogodek, ki zdaj sovpada z dnevom tartana v ZDA.
Leta 2010 je državni sekretar za Škotsko Michael Moore dejal: »Vsa ta mesta imajo nekaj posebnega, kar pritegne ljudi k njim, in so prepoznavna po vsem svetu. Vesel sem, da je toliko škotskih zanimivosti stopilo naprej in se odzvalo pozivu vlade Združenega kraljestva status svetovne dediščine.«
Ministrica za kulturo in zunanje zadeve Fiona Hyslop MSP (ki je mesto prevzela od Fabianija leta 2009) je dejala: »Številne skupine, posamezniki in lokalne oblasti po vsej Škotski so si prizadevale za imenovanje krajev, ki jim veliko pomenijo, in jaz bi se jim rada zahvalila za navdušenje, ki so ga izkazali za naše zgodovinsko okolje«.
Mike Cantlay, predsednik VisitScotland, je dejal: »Škotsko prodajamo svetu, privabljamo milijone obiskovalcev in milijarde funtov v gospodarstvo, status svetovne dediščine pa prav gotovo pripomore k temu, da je Škotska še bolj privlačna možnost za obiskovalce, ki iščejo zanimive stvari za ogled«. Najdišče Srce neolitskega Orkneyja je zagotovo tržno uspešno, saj samo Skara Brae letno obišče več kot 55.000 turistov. Vendar pa so nekatere nominacije prejele kritike zaradi morebitnih vključenih stroškov. Gora Cairngorm, masiv v osrčju narodnega parka Cairngorms, je bil leta 2006 na poskusnem seznamu, vendar se ne obravnava več., but is no longer under active consideration.

## Druga raziskovanja
Aprila 2010 so predstavniki projekta THING (ki ga podpira program EU za severno obrobje) raziskali možnost transnacionalne nominacije za svetovno dediščino, ki temelji na razširitvi obstoječe islandske svetovne dediščine Thingvellir. Uradnica za imena krajev Shetland Amenity Trust, Eileen Brooke Freeman, je dejala: »Mnogo zbirnih mest na območjih skandinavskega vpliva lahko prepoznamo po njihovih skupnih imenih krajev ting, thing, ding in fing. Navedeni primeri vključujejo Gulating (Norveška), Tinganes (Ferski otoki), Tingwall v Shetlandu in Orkneyju, Dingwall (Highland) in Tynwald (otok Man). Izkazalo se je tudi, da je Thynghowe v Sherwoodskem gozdu v Angliji kandidat za sodelovanje v taki pobudi.
Maja 2010, le nekaj tednov pred objavo vloge The Crucible of Iron Age Shetland, je Svet Shetlandskih otokov sponzoriral glasilo Move.Shetland objavil pobudo Thing in navedel različna okrožja Shetland "Thing", kot so Aithsting, Sandsting, Nesting, Lunnasting in Delting ter otoček Law Ting Holm, nekdanja lokacija nacionalnega þinga ali norveškega parlamenta Shetlanda.

## Vključevanje in podpora javnega sektorja
Po navedbah Historic Scotland »škotski ministri opredelijo in predložijo mesta ministrstvu za kulturo, medije in šport v nominacijo«. Avgusta 2010 je Hyslop izjavil, da bodo smernice o revidiranem postopku prijave pravočasno na voljo pri Historic Scotland. Navedli so, da se »spodbuja sodelovanje najrazličnejših zainteresiranih strani, vključno z upravitelji gradbišč, lokalnimi in regionalnimi vladami, lokalnimi skupnostmi, nevladnimi organizacijami ter drugimi zainteresiranimi stranmi in partnerji«.
Pomoč lokalnim oblastem je na voljo pri LAWHF – Lokalne oblasti, ki delajo skupaj za svetovno dediščino. Ta organizacija, ustanovljena leta 1996, predstavlja skupnosti po Združenem kraljestvu, »ki imajo na svojih območjih obstoječa ali potencialna območja svetovne dediščine.« Historic Scotland in LAWHF imata občasna srečanja za zvezo.
Edinburška svetovna dediščina je dobrodelna ustanova, ki je bila leta 1999 financirana z donacijami mestnega sveta Edinburga in zgodovinske Škotske, z vlogo ohranjanja, krepitve in promocije mestne svetovne dediščine. Leta 2010 je bilo objavljeno, da mestni svet Edinburgha razmišlja o 2-odstotnem prehodnem davku na goste za obiskovalce, ki bivajo v večjih hotelih. Če bi bil uveden, bi davek lahko zbral 3 milijone funtov ali več, ki bi bili uporabljeni za trženje mesta in vzdrževalna dela, namenjena ohranjanju obstoječega statusa svetovne dediščine.
Po vpisu leta 2008 so Central Scotland Forest Trust, North Lanarkshire Council in Falkirk Council ustvarili projekt Access to the Antonine Wall. Zagotavlja boljše informacije o najboljših poteh za obisk zidu in nudi informacije o drugih lokalnih objektih.

### Splošne reference
- UNESCO site for UK World Heritage Retrieved 03.01.2007.
- UNESCO Tentative lists Retrieved 05.01.2007.
- Scottish Executive policy for World Heritage Sites Retrieved 03.01.2007.
- Historic Scotland - World Heritage Retrieved 29 April 2012.
- Historic Scotland - UK Tentative List Retrieved 29 April 2012.
- Scottish Natural Heritage - peatlands Retrieved 1 January 2007.
- RSPB Forsinard reserve Retrieved 29 April 2012.
- Antonine Wall nomination  Retrieved 03.01.2007.
- Keay, J. & Keay, J. (1994) Collins Encyclopaedia of Scotland. London. HarperCollins.
- Robertson, Anne S. (1960) The Antonine Wall. Glasgow Archaeological Society.
- Watson, Adam (1975) The Cairngorms. Edinburgh. The Scottish Mountaineering Trust.